# مارکوس اشتکل
مارکوس اشتکل (آلمانی: Markus Stöckl؛ زادهٔ 1974) دوچرخه‌سوار اهل اتریش است.